# Asociația Fotbal Club Chindia Târgoviște
L'Asociația Fotbal Club Chindia Târgoviște, meglio noto come AFC Chindia Târgoviște, è una società calcistica rumena con sede nella città di Târgoviște. Milita nella Liga II, la seconda divisione del campionato rumeno di calcio.

## Storia
Fondata l'11 agosto 2010 dall'ex calciatore rumeno Gheorghe Popescu, in collaborazione con l'ex arbitro internazionale Ion Crăciunescu e il comune di Târgovişte, l'FC Chindia voleva essere sin dai primi anni un progetto a lungo termine, un modello di professionalità e una valida squadra di calcio per la città.
La squadra prende il nome dalla Torre Chindia, una torre costruita ai tempi del principe Vlad III "l'Impalatore", situata vicino allo stadio e parte del complesso monumentale Curtea Domnească. Il monumento è un simbolo della città e del fenomeno calcistico, essendo la squadra il più delle volte associata alla costruzione, sia con il suo nome (Chindia), sia perché è chiamata "la squadra situata sotto la Torre Chindia".
Pur non essendo la squadra cittadina di più antica fondazione né l'erede della vecchia squadra (FCM Târgoviște), il Chindia gode del sostegno dei tifosi locali, che la considerano la principale compagine della città e la prosecutrice della storia calcistica di Târgoviște sotto la Torre Chindia, una storia iniziata nel 1948. Del resto la squadra condivide vari elementi con la prima squadra fondata nella città: i colori sociali (rosso e blu), il nome "Chindia", utilizzato anche dalla prima squadra tra il 1996 e il 2003 (nome che è il più amato dai tifosi), e lo stemma, che è in effetti lo stemma utilizzato nello stesso periodo, anche se la vecchia dizione C.F. Chindia è stata sostituita da una nuova dizione, appropriata al nome della nuova squadra, cioè F.C. Chindia.

## Palmarès

### Competizioni nazionali
- Liga II: 1

2018-2019
- Liga III: 2

2010-2011, 2014-2015

### Altri piazzamenti
- Liga III:

Secondo posto: 2013-2014

## Organico

### Rosa 2023-2024
Aggiornata al 7 dicembre 2023.
| N. |                               | Ruolo | Calciatore          |
| -- | ----------------------------- | ----- | ------------------- |
| 1  | Romania (bandiera)            | P     | Dinu Moldovan       |
| 5  | Lituania (bandiera)           | C     | Modestas Vorobjovas |
| 6  | Romania (bandiera)            | D     | Daniel Celea        |
| 7  | Romania (bandiera)            | D     | Alexandru Jipa      |
| 8  | Romania (bandiera)            | C     | Marco Dulca         |
| 10 | Romania (bandiera)            | C     | Cristian Neguț      |
| 11 | Romania (bandiera)            | C     | Cosmin Atanase      |
| 14 | Montenegro (bandiera)         | A     | Sergej Grubac       |
| 15 | Romania (bandiera)            | D     | Cornel Dinu         |
| 16 | Romania (bandiera)            | C     | Ovidiu Perianu      |
| 17 | Comore (bandiera)             | C     | Nasser Chamed       |
| 19 | Romania (bandiera)            | A     | Daniel Popa         |
| 20 | Romania (bandiera)            | C     | Alexandru Petre     |
| 21 | Guinea Equatoriale (bandiera) | D     | Esteban Obiang      |
| 23 | Romania (bandiera)            | C     | Andreas Mihaiu      |

| N. |                    | Ruolo | Calciatore           |
| -- | ------------------ | ----- | -------------------- |
| 25 | Romania (bandiera) | D     | Deian Boldor         |
| 28 | Romania (bandiera) | C     | Iulian Zamfir        |
| 29 | Romania (bandiera) | A     | Sergiu Buș           |
| 30 | Romania (bandiera) | A     | Robert Moldoveanu    |
| 33 | Romania (bandiera) | P     | Cătălin Căbuz        |
| 38 | Romania (bandiera) | A     | Cătălin Golofca      |
| 59 | Romania (bandiera) | C     | Doru Popadiuc        |
| 66 | Francia (bandiera) | C     | Rassambek Akhmatov   |
| 77 | Romania (bandiera) | C     | Andrei Dragoș Șerban |
| 78 | Romania (bandiera) | D     | Costel Avram         |
| 80 | Romania (bandiera) | C     | Denis Dumitrașcu     |
| 88 | Romania (bandiera) | D     | Adrian Ioniță        |
| 91 | Francia (bandiera) | C     | Jérémy Corinus       |
| 98 | Romania (bandiera) | D     | Tiberiu Căpușă       |
| 99 | Romania (bandiera) | P     | Andres Brinzea       |

### Rosa 2022-2023
Aggiornata al 25 maggio 2023.
| N. |                               | Ruolo | Calciatore          |
| -- | ----------------------------- | ----- | ------------------- |
| 1  | Romania (bandiera)            | P     | Dinu Moldovan       |
| 5  | Lituania (bandiera)           | C     | Modestas Vorobjovas |
| 6  | Romania (bandiera)            | D     | Daniel Celea        |
| 7  | Romania (bandiera)            | D     | Alexandru Jipa      |
| 8  | Romania (bandiera)            | C     | Marco Dulca         |
| 10 | Romania (bandiera)            | C     | Cristian Neguț      |
| 11 | Romania (bandiera)            | C     | Cosmin Atanase      |
| 14 | Montenegro (bandiera)         | A     | Sergej Grubac       |
| 15 | Romania (bandiera)            | D     | Cornel Dinu         |
| 16 | Romania (bandiera)            | C     | Ovidiu Perianu      |
| 17 | Comore (bandiera)             | C     | Nasser Chamed       |
| 19 | Romania (bandiera)            | A     | Daniel Popa         |
| 20 | Romania (bandiera)            | C     | Alexandru Petre     |
| 21 | Guinea Equatoriale (bandiera) | D     | Esteban Obiang      |
| 23 | Romania (bandiera)            | C     | Andreas Mihaiu      |

| N. |                    | Ruolo | Calciatore           |
| -- | ------------------ | ----- | -------------------- |
| 25 | Romania (bandiera) | D     | Deian Boldor         |
| 28 | Romania (bandiera) | C     | Iulian Zamfir        |
| 29 | Romania (bandiera) | A     | Sergiu Buș           |
| 30 | Romania (bandiera) | A     | Robert Moldoveanu    |
| 33 | Romania (bandiera) | P     | Cătălin Căbuz        |
| 59 | Romania (bandiera) | C     | Doru Popadiuc        |
| 66 | Francia (bandiera) | C     | Rassambek Akhmatov   |
| 77 | Romania (bandiera) | C     | Andrei Dragoș Șerban |
| 78 | Romania (bandiera) | D     | Costel Avram         |
| 80 | Romania (bandiera) | C     | Denis Dumitrașcu     |
| 88 | Romania (bandiera) | D     | Adrian Ioniță        |
| 91 | Francia (bandiera) | C     | Jérémy Corinus       |
| 98 | Romania (bandiera) | D     | Tiberiu Căpușă       |
| 99 | Romania (bandiera) | P     | Andres Brinzea       |

### Rosa 2021-2022
Aggiornata al 21 marzo 2022.
| N. |                      | Ruolo | Calciatore           |
| -- | -------------------- | ----- | -------------------- |
| 1  | Romania (bandiera)   | P     | Dinu Moldovan        |
| 2  | Romania (bandiera)   | D     | Marius Martac        |
| 3  | Grecia (bandiera)    | D     | Nikolaos Mpaxevanos  |
| 4  | Argentina (bandiera) | C     | Juan Pablo Passaglia |
| 5  | Romania (bandiera)   | D     | Daniel Celea         |
| 6  | Romania (bandiera)   | D     | Paul Iacob           |
| 7  | Romania (bandiera)   | D     | Laurențiu Corbu      |
| 8  | Romania (bandiera)   | C     | Marco Dulca          |
| 10 | Bulgaria (bandiera)  | A     | Cvetelin Čunčukov    |
| 11 | Romania (bandiera)   | A     | Daniel Florea        |
| 13 | Romania (bandiera)   | C     | Cristian Cherchez    |
| 14 | Francia (bandiera)   | A     | Richard Sila         |
| 15 | Romania (bandiera)   | D     | Cornel Dinu          |
| 16 | Romania (bandiera)   | D     | Mihai Butean         |
| 17 | Romania (bandiera)   | C     | Marian Șerban        |
| 19 | Romania (bandiera)   | A     | Daniel Popa          |

| N. |                     | Ruolo | Calciatore           |
| -- | ------------------- | ----- | -------------------- |
| 20 | Albania (bandiera)  | D     | Simon Rrumbullaku    |
| 21 | Romania (bandiera)  | C     | Cosmin Atanase       |
| 22 | Romania (bandiera)  | D     | Andrei Pițian        |
| 23 | Slovenia (bandiera) | D     | Milan Kocić          |
| 33 | Romania (bandiera)  | P     | Cătălin Căbuz        |
| 59 | Romania (bandiera)  | C     | Doru Popadiuc        |
| 63 | Romania (bandiera)  | C     | Vladut Stancu        |
| 69 | Comore (bandiera)   | A     | Nasser Chamed        |
| 77 | Romania (bandiera)  | C     | Andrei Dragoș Șerban |
| 86 | Romania (bandiera)  | A     | Denis Rusu           |
| 88 | Romania (bandiera)  | D     | Adrian Ioniță        |
| 91 | Haiti (bandiera)    | A     | Mikaël Cantave       |
| 97 | Romania (bandiera)  | C     | Alexandru Jipa       |
| 98 | Romania (bandiera)  | D     | Tiberiu Căpușă       |
| 99 | Romania (bandiera)  | P     | Rareș Pop            |